# Possessió (dret)
La possessió és un concepte jurídic que fa referència al poder de fet sobre una cosa o un dret, exercit per una persona, com a titular. En la possessió el posseïdor té al mateix temps el «poder de fet» sobre la cosa o dret (clàssicament anomenat "corpus") i la voluntat d'exercitar-lo en qualitat de titular d'un dret que pretén tenir sobre el bé en qüestió (clàssicament anomenat "animus"). Això diferencia la possessió de la mera "detenció" d'una cosa o dret, en la qual el detentor només té el primer dels dos elements, és a dir, la mera tinença material ("corpus"), ja que li manca la voluntat aparent externa d'actuar com a titular del dret (és a dir, no actua com a propietari o titular de la cosa o dret en qüestió).
La possessió és considerada per la doctrina jurídica un fet, no un dret; i en concret un fet que manifesta o publica un dret (propietat, usdefruit, arrendament, ...) que el posseïdor pretén tenir. Així, posseir és una forma de manifestar (de publicitar) que es pretén (per part del posseïdor) ser titular d'un determinat dret que (potser) recau sobre el bé posseït.

## Regulació en el dret civil català
El Codi civil català (CCCat) defineix la possessió com "el poder de fet sobre una cosa o un dret, exercit per una persona, com a titular, o per mitjà d'una altra persona" (art.521-1.1 CCCat).
Pel transcurs del temps i amb la forma prevista pel dret civil pot operar la figura jurídica de la usucapió i el posseïdor esdevindre propietari del bé posseït.